# Inmigración peruana en los Estados Unidos
La comunidad peruana en los Estados Unidos (inglés: Peruvian Americans) según el censo de personas de 2018 es de 684 345 personas, entre peruanos residentes y peruanos con condición migratoria irregular, ciudadanos nacionalizados e hijos de peruanos; de ellos, 203 914, adquirieron la nacionalidad norteamericana y 207 000 nacieron en el territorio de EE. UU. Otros doscientos mil tienen residencia permanente o condición irregular migratoria, de acuerdo con el antedicho censo.
El promedio de edad de los peruanos-estadounidenses es de 37,2 años, mientras que la de los hispanos es de 28 y la población general 38 años. La razón del promedio de edad mayor que el promedio hispano es porque las grandes olas de Peruanos emigrantes par en la década pasada, desde el 2007, por las condiciones más favorables sociales y económicas del país, la gran mayoría de peruanos emigrantes buscaban escapar de la inestabilidad económica, violencia social y pocas oportunidades, una situación que ha cambiado en los últimos años gracias al precio de los minerales, la agroexportacion y el emprendimiento del país.
Al mismo tiempo, estudios sugieren que el grado de instrucción nivel educativo de los inmigrantes peruanos, y sudamericanos en general, es comparativamente más elevado que el de sus pares de Centroamérica. Fuentes del Instituto Nacional de Estadística e Informática contabiliza alrededor de 850 000 peruanos-estadounidenses y señalan que entre los años 1994 y 2011, el mayor número de inmigrantes contaba con una carrera profesional, educación secundaria completa, o educación universitaria incompleta. De acuerdo a otros estudios gubernamentales, la mayor proporción de inmigrantes son estudiantes (22,4%), trabajadores de oficina (13%), trabajadores del comercio (12,4%), profesionales, científicos e intelectuales (8,8%), amas de casa (10,8%), técnicos y mandos medios (5,2%) y personas en "otras ocupaciones" (9,5%). Los emigrantes de los países de América del Sur como el Perú, se ven obligados a pasar por el trámite de una visa, lo que conlleva a cumplir con ciertos requisitos que hacen que el perfil de emigrante sea más alto, la comparación de la migración peruana con la centroamericana es irrelevante, porque no existe ninguna conexión directa entre ellos, ni referencia, en todo caso es comparable con colombianos, ecuatorianos, venezolanos, ya que centroamericanos cuentan con el apoyo del TPS, ley especial de amparo para las comunidades centroamericanas.
El 1 de febrero de 2025, 34 peruanos que fueron detenidos por las autoridades migratorias de los Estados Unidos, llegaron al Perú. En el 2025, el ministro de Relaciones Exteriores informó que desde el 2022, más 12 000 peruanos fueron deportados desde Estados Unidos.

## Demografía
Los peruanos se han asentado en todo Estados Unidos, migrando particularmente al norte de Nueva Jersey y al área metropolitana de la ciudad de Nueva York, al área metropolitana de Miami, al área metropolitana de Washington y al área metropolitana de Los Ángeles.
En particular, un número cada vez mayor de peruanos estadounidenses, alrededor de 10 000 en 2018,han establecido una comunidad cada vez más prominente en Paterson, Nueva Jersey, que muchos consideran la capital de la diáspora peruana en los Estados Unidos, en parte debido a la presencia del Consulado del Perú.Market Street, la Pequeña Lima en el centro de Paterson, es el enclave peruano-estadounidense más grande y está repleta de restaurantes, panaderías, delicatessen, bodegas, agencias de viajes y otros negocios de propiedad peruana. La comunidad peruano-estadounidense se ha expandido también a las áreas vecinas de Paterson, Fair Lawn, Elmwood Park, Clifton y Passaic en el norte de Nueva Jersey, todas dentro del área metropolitana de la ciudad de Nueva York. El Desfile anual del Día de la Independencia del Perú se lleva a cabo en Paterson.

### Estados con mayor población peruana
Los 10 estados con mayor población peruana fueron (2017):
1. Florida: 100.865 (0,5% de la población del estado)
2. California: 91.511 (0,2% de la población del estado)
3. Nueva Jersey: 75.869 (0,9% de la población del estado)
4. Nueva York: 66.318 (0,3% de la población del estado)
5. Virginia: 29.096 (0,4% de la población del estado)
6. Texas: 22.605 (0,1% de la población del estado)
7. Maryland: 18.229 (0,3% de la población del estado)
8. Connecticut: 16.424 (0,5% de la población del estado)
9. Georgia: 10.570 (0,1% de la población del estado)
10. Illinois: 10.213 (0,2% de la población del estado)

El estado de EE. UU. con la población peruana más pequeña (en 2010) era Dakota del Norte con 78 peruanos (menos del 0,1% de la población del estado).